# لاعب ضد لاعب
لاعب ضد لاعب هو نمط من ألعاب الفيديو الجماعية والتي يتنافس بها لاعبين ضد بعضهما، وهذه اللعبة تختلف على نمط لاعب ضد البيئة، وتخصص الأجهزة الخاصة بألعاب الفيديو مثل بلاي ستيشن والإكس بوكس نمط اللاعبين لأجل هذا النمط، تعتبر الألعاب الرياضية والأكشن من أشهر التي ينتشر بها هذا النمط.